# ニューススクランブル
『ニューススクランブル』は、読売テレビで、月曜日から金曜日の18時台に放送されていた関西ローカルワイドニュース番組。1990年4月2日から2009年3月27日にかけて、通算で4855回放送された。

略称は「NS」（News Scramble）で、番組のタイトルロゴなどに使われた。
このページでは、同局における週末・年末年始の夕方のニュースについても記す。

## 番組の歴史
『NNNニュースプラス1』の関西ローカルパート『NNN大阪発プラス1』が終了したことを受けて、1990年4月2日から、毎週月-金曜日の18:30 - 19:00で放送を開始。「肩の凝らないニュース」をキャッチフレーズに、『ズームイン!!朝!』などの情報・バラエティ番組で名を馳せた辛坊治郎（当時読売テレビアナウンサー）を、初代のメインキャスターに据えた。ちなみに放送開始当時のオープニングタイトルには『プラス1』の初代タイトルロゴを併せて表示していた。
同時間帯で最後発のローカルワイドニュースだった当番組は、開始当初から視聴率で苦戦。同時間帯で最下位を記録していた。しかし、毎日放送や朝日放送のローカルニュースが開始時刻を繰り上げるたびに、対抗措置として時間枠を拡大。開始当時は同時間帯最下位の視聴率だったが、坂泰知・植村なおみがキャスターを務めるようになってから最高位まで視聴率を引き上げ同時間帯の1位に躍り出るなど、読売テレビの看板番組にまで成長した。同時間帯の他局のニュース番組と違って、女性アナはアシスタントではなく、ニュース終わりに男性キャスターと同じようにコメントを付ける二人キャスター体制を導入。1998年から2003年までは年度平均視聴率で5年連続のトップとなり、読売テレビ報道局長賞が贈られている。また、この時期に月間トップ視聴率も連続48か月となるなど、ニュース番組としては破格の視聴率を稼ぎだした。
1997年3月31日からは、報道局報道部へ異動となる辛坊の後を継いで読売テレビアナウンサーの坂泰知が、2代目のメインキャスターに就任。最終回まで12年間担当した。
2004年10月4日の放送から、番組内容をリニューアル。番組ロゴやスタジオセットを変更したほか、長年キャスターとして出演してきた植村なおみ（読売テレビアナウンサー）が降板。植村の後任として、後輩アナウンサーの横須賀ゆきのが、坂のパートナーとして抜擢された。
さらに1996年の『プラス1』全国ニュース枠の時間帯変動に伴う放送時間拡大以後、天気予報とあわせて放送した情報コーナー（グルメスポット・行楽地・新商品など、近畿地方のトレンド情報を扱う）を「トレンドかんさい トレかん!（通称“トレかん”）」として放送。天気予報でも、「トレかん!」を担当する女性リポーターが、お天気キャスター・小谷純久のパートナーを兼ねる構成に変わった。ニュースや特集では、重厚なドキュメンタリータッチを重視すべく、関西を中心に活躍する声優の安富史郎などをナレーターに起用している。なお、横須賀は当番組のキャスター就任を機に、報道局兼務のアナウンサーになった。
当番組は、『かんさい情報ネットten!』の開始を機に、2009年3月27日で放送を終了した。19年間という放送期間は、在阪テレビ局における平日夕方のローカルニュースとしては、『MBSナウ』の約24年に次ぐ長さである。

### 放送時間の変遷
| 期間      | 期間       | 放送時間（日本時間）       |
| --------- | ---------- | -------------------------- |
| 1990.4.2  | 1995.9.29  | 平日 18:30 - 19:00（30分） |
| 1995.10.2 | 1996.9.27  | 平日 18:29 - 19:00（31分） |
| 1996.9.30 | 1998.9.25  | 平日 18:23 - 19:00（37分） |
| 1998.9.28 | 2000.12.29 | 平日 18:21 - 19:00（39分） |
| 2001.1.4  | 2002.6.28  | 平日 18:20 - 19:00（40分） |
| 2002.7.1  | 2004.3.26  | 平日 18:19 - 19:00（41分） |
| 2004.3.29 | 2006.3.31  | 平日 18:17 - 19:00（43分） |
| 2006.4.3  | 2009.3.27  | 平日 18:16 - 19:00（44分） |

## 番組概要
2004年のリニューアル以降は、18:45頃を境に、ローカルニュース・特集パートと天気予報・「トレかん!」パートに分かれる形で構成されていた。ちなみに、坂・横須賀は、後者のパートに登場しない。
2005年からは、プロ野球・阪神タイガース戦ホームゲームの生中継（主として読売ジャイアンツ戦全国中継と同じ日に行われる火曜日、木曜日の試合）を18:16から放送する場合に、放送時間を16:53 - 17:50に繰り上げ。その影響で、2008年の当該日には、『NEWSリアルタイム』17時台（任意ネットパート）の放送をすべて中止した（阪神甲子園球場から読売ジャイアンツ戦を中継した同年7月21日に初めて実施）。
ちなみに当番組では、レギュラーのスポーツコーナーを設けていなかった。また、番組を放送する前の17時台に、予告を兼ねたミニ天気予報を放送していた時期がある（後述）。
当番組のニュース映像は、CS放送の日テレNEWS24でも、『ウォッチ・ザ・にっぽん列島』の中で放送。『デイリープラネット』で関西地方のニュースを取り上げる場合に、当番組の映像がそのまま使われたこともあった。

## 歴代出演者

### メインキャスター
| 期間      | 期間      | 男性     | 女性         |
| --------- | --------- | -------- | ------------ |
| 1990.4.2  | 1996.3.29 | 辛坊治郎 | 古塩篤代     |
| 1996.4.1  | 1997.3.28 | 辛坊治郎 | 植村なおみ   |
| 1997.3.31 | 2004.10.1 | 坂泰知   | 植村なおみ   |
| 2004.10.4 | 2009.3.27 | 坂泰知   | 横須賀ゆきの |

### お天気キャスター
- 小谷純久（2007年1月に1ヶ月ほど出演せず、病気療養ではないが理由は不明）
  - 「トレかん!」の取材・中継でリポートを担当することもあった。最終回時点での当番組の出演者で唯一、『かんさい情報ネットten!』にもレギュラー出演（「ten!ten!天気」担当）。
- 小林杏奈（読売テレビアナウンサー、2005年3月までパートナーとして出演）
  - 2009年4月から、『かんさい情報ネットten!』にレギュラー出演。「ten!の声」担当のキャスターとして、生放送中に視聴者からのメッセージを随時紹介している。
- セシリア（2002年頃から2004年9月まで、リポーター兼任のパートナーとして木・金曜に出演）

### リポーター
◎：「トレかん!」創設後、同コーナーのリポーターと天気予報のパートナーを兼務。
- 古川圭子（1991年頃に担当、現在は毎日放送アナウンサー）
  - フリーランスの立場で当番組に出演。1993年に、アナウンサーとして同局へ入社した。
- 大浦理子（元・テレビ金沢アナウンサー、2005年4月-2007年9月、月-水曜に出演）◎
- 武村陽子（2005年4月から番組終了まで、当初は木・金曜担当、2007年10月から水曜にも出演）◎
- 吉田奈央（読売テレビアナウンサー、2007年10月から番組終了まで、月・火曜担当）◎
  - 入社1年目で担当。初めてのレギュラー番組でもあった。

### ナレーター
※『NEWSリアルタイム（17時台、18時台の強制ネットパート）』において、関西地方の長めのニュース映像を放送する場合にも、ナレーションを担当した（短めのニュースでは読売テレビアナウンサーが担当）。
- 藤田勇児（声優、ワイワイワイ所属）
- 安富史郎（声優、ワイワイワイ所属）

## コーナー
■：『かんさい情報ネットten!』でも継続
- クローズアップNEWS
特集コーナー
  - なんで屋?（火曜日、2009年3月24日まで放送）
視聴者から寄せられた疑問を、番組スタッフが独自の調査によって解決した。コーナータイトルの「なんで屋？」は、関西弁で「なぜ?」を意味する「なんでや?」に掛けていた。
  - 追跡屋（水曜日、2009年3月25日まで放送）
事件性・ニュース性の高いテーマを、よみうりテレビの記者が追跡・取材した。
  - 新鮮組（金曜日、2009年3月27日まで放送）
週替わり特集。扱うテーマは、関西の文化、健康、ニュービジネスなど多岐にわたった。テーマによっては、横須賀が取材・進行を担当することもあった。
- 小谷さんのズバッと予報（天気予報）
オープニング映像で、翌日の近畿地方の天気を、晴れ・曇り・雨のいずれかのマークで大きく示すことが特徴。2007年9月までは、小谷が下駄を投げる実写映像に、いずれかのマークを挿入していた。
- トレかん!（2005年10月3日から番組最終日まで放送）
1週間に1つの共通テーマを設けたうえで、関西のトレンド情報を紹介。リポーターは天気予報を含めて、カジュアルな衣装でスタジオに登場することが多かった。また、よみうりテレビ主催のイベントわくわく宝島を実施した期間には、小谷を交えて連日会場から中継した。なお、緊急ニュースが入った場合や、ニュース・特集パートに要人（橋下徹や平松邦夫など）が出演した場合には休止した。
- めばえ（2007年10月から放送）■
エンディング付近に放送。番組に寄せられた取材希望者からの情報を基に、放送日に生まれた赤ちゃんと両親を撮影。オフコースの「言葉にできない」をオルゴールにアレンジした曲をBGMに、毎回の放送で1組紹介した。
- 月刊地震ファイル（2001年から月1回のペースで放送）■（「ten!」開始当初のみ）
阪神・淡路大震災をきっかけに、専門家の分析を交えながら放送。公式サイトにも詳しい情報が掲載されていた。

## タイムテーブル
※2009年3月の時点
- 18:16 オープニング→トップニュース
- 18:30頃 クローズアップNEWS（特集）
- 18:42頃 小谷さんのズバッと予報
- 18:45頃 トレかん!
- 18:50頃 ニュース
- 18:53頃 めばえ
- 18:55頃 エンディング（ニュースを1本だけ伝える）

## 週末・年末年始
週末・年末年始の夕方に放送されるローカルニュースでは、当番組や『かんさい情報ネットten!』内のニュース（「ニュースten!」）ではなく、日本テレビと同じタイトルを使用する。キャスターはすべて、読売テレビアナウンサーがシフト勤務で担当。いずれも、日本テレビ制作の報道番組の一部を差し替える形で放送する。

### 土曜日
- 18:20 - 18:30  『NNN NEWSリアルタイム・サタデー』のローカル枠で、関西のニュース・天気予報を放送。

### 日曜日
- 18:51:25 - 18:53:55  『真相報道 バンキシャ!』の天気予報（2009年9月まで菊川怜が担当）とニュース予報を差し替える形で、関西のニュースと天気予報を放送。エンディングは、最後のクレジットタイトルのみ放送している。

### 年末年始
- 『NNN NEWSリアルタイム』の放送終了時間を18:30に繰り上げる場合には、当番組の放送を休止する。その代わりに、「リアルSPORTS」までネットで受けてから飛び降り。以降の時間帯で関西地方のニュース・天気予報を放送した後に、エンディングなしで次の番組の予告に入る。
- 12月25日から1月4日までの期間は、『NNNニュース』を放送するため、同番組のローカル枠で関西のニュース・天気予報を放送する。

## これまでに放送された関西ローカルニュース番組
- テレトーク10（1978年4月3日 - 1982年4月2日）
- きんきTODAY（1982年4月5日 - 1985年9月27日）
- ニュースワイド TODAY（1985年9月30日 - 1988年4月1日）
- 大阪発プラス1（1988年4月4日 - 1990年3月30日）

## 備考
- 当番組の画面サイズは、アナログ放送で4:3であった。しかし、デジタル放送の読売デジタルテレビでは、画面サイズが16:9のデジタルハイビジョン放送を実施した。ちなみに、BS日テレで当番組の映像を放送した当初は、ハイビジョン映像から4:3標準画面へのダウンコンバートを施していた（素材回線の都合による措置）。しかし、2006年4月26日以降は同局でもハイビジョンで放送している。
- 2004年のリニューアル後は、エンディングのみ、坂・横須賀・小谷・放送日の「トレかん!」担当者が横一列に座る形で出演していた。
- 「トレかん!」リポーターがスタジオに出演する際には、同コーナーや天気予報に加えて、エンディングで坂とともにニュース原稿を読んでいた。また、十日戎・天神祭などのイベント中継や、「新鮮組」でリポートを担当することもあった。
- 2004年のリニューアル以降、17時台に当番組の予告を兼ねたミニ天気予報を放送していた（『激テレ★金曜日』『情報ライブ  ミヤネ屋』の放送期間中は中断）。
  - 17時台に『火曜サスペンス劇場』の再放送に充てていた時期には、タイトルロールの画面を縮小したうえで、小谷とパートナー（「トレかん!」リポーター兼任、以下同じ）がスタジオから近畿地方の天気概況を伝えた。
  - 2007年10月1日からは、『かん天』というタイトルで17:35頃に再開（タイトルは「関西の天気予報」の略称）。『NEWSリアルタイム』内の天気予報パート（関東ローカル）を差し替える形で、特製のボード（後述）を使って関西地方の天気予報を伝えた。天気予報の後には、「トレかん!」の予告VTRを放送してから、ステブレレスで同番組の任意ネットパートに復帰していた。
  - 『かん天』で使われていた特製ボードでは、表面で放送日夜の大阪、裏面で放送翌日の近畿北部・中部・南部の天気概況を、それぞれ朝・昼・晩に分けて紹介。小谷の解説に合わせて、パートナーがボードを回転させていた。パートナー1人だけで、よみうりテレビの本社前広場から、ボードを使っての天気予報と「トレかん!」の予告を伝えることもあった。
- リニューアル後の公式サイトでは、放送済みの特集映像をインターネット向けに編集したダイジェスト動画が、トップページで自動的に再生されるようになっていた。また、“ファッションチェック”のページでは、放送日と過去4放送日に出演した女性キャスター・パートナーの衣装画像を公開していた（いずれも放送終了から約1時間後に更新、公式サイトは番組終了を機に閉鎖）。
- よみうりテレビで『NEWSリアルタイム』の任意ネットパートを放送していた2007年10月1日から、『NNN NEWSリアルタイム』に切り替わる寸前の17:49頃に、当番組のニュース・特集パートの予告が流れるようになった。この予告は、『NNN NEWSリアルタイム』のヘッドラインを、関西ローカルで差し替えて放送。坂・横須賀も、同局の報道デスクからVTRの前振り役で登場した。

## 放送でのエピソード
- 辛坊がメインキャスターを務めていた1995年1月17日に、阪神・淡路大震災が発生した。当番組は、その直後からしばらく、『NNNニュースプラス1』（日本テレビ制作）との共同企画として放送。本来ならローカルニュース枠に当たる18:30以降の時間帯にも、関東・関西両地方で事実上同じ内容で放送された。
  - この期間中には、日本テレビから映像を送出。エンディングまで約30分間にわたって、辛坊が連日、避難所からの生中継に登場した。ただし実際には、関東と関西で若干の違いがあった。
    - 関東地方（日本テレビ）：『プラス1』の関東ローカル枠の一部を充当。18:30を回ったところで、同番組のメインキャスター（当時）・真山勇一が中継先の辛坊を呼んでいた。また、中継が終わると通常どおり関東地方のローカルニュースなどを放送した。
    - 近畿地方（読売テレビ）：当時の通常編成どおり、『プラス1』を18:30で飛び降り18:30以降は『ニューススクランブル』として放送。真山が中継先の辛坊を呼ぶシーンを、当番組のオープニングCG映像に差し替えた。また、中継が終了しても日本テレビのスタジオに再びつながず、読売テレビ本社スタジオからの差し替えパートも無かった（古塩と小谷は休演）ため、やや唐突な形で当番組の放送を終えていた。
- 1996年には、当時来日していたアメリカのロックバンドMR. BIGをゲストに招いた。これを機に、彼らの楽曲である『Take Cover』を、2000年まで番組のオープニングテーマに使っていた。
- 2005年5月2日には、JR福知山線脱線事故から1週間の動きをまとめた特別番組を、15:50 - 17:25に放送。NNN24≪現：日テレNEWS24≫と中京テレビでも同時ネットで放送された。（ - 18:17まで日本テレビ同時ネット。又、NNN24≪現：日テレNEWS24≫は5月22日に放送されたJR福知山線脱線事故から1ヶ月の特番も同時ネットした。
- 2007年からは、12月のFIFAクラブワールドカップ期間限定で、普段はネットで受けない『NEWSリアルタイム』のスポーツコーナー「リアルSPORTS」の一部を天気予報の直前に挿入していた（クラブワールドカップ情報のみ）。このため、当番組では、放送開始時間を18:12に繰り上げ。開始前に45秒のステーションブレイクを追加していた。
- 2008年9月15日に読売テレビ（ytv）で放送された開局50周年記念特別番組『KANSAI50年』（7:40 - 19:00、大半のパートは関西ローカル）では、『NNN NEWSリアルタイム』をはさむ形で、『ニューススクランブル スペシャル』を生放送（第1部=16:53 - 17:50、第2部=18:17 - 18:58、第1部放送のため『NEWSリアルタイム』17時台のネット受けを中止） 。『情報ライブ ミヤネ屋』の司会者・宮根誠司をゲストに迎えて、当番組放送期間中に起こった重大ニュースを、年表パネルと記録映像で振り返った。第2部では、普段は別々に登場している武村・吉田がスタジオで共演。「トレかん!」の総集編などを放送した。